# Gola (Volk)

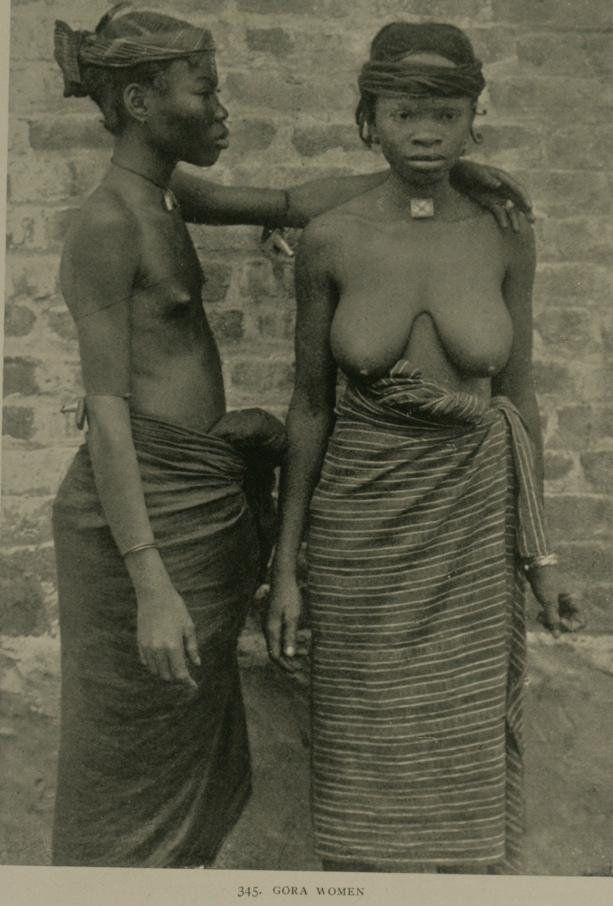
Angehörige des Volks der Gola (1906)

Die Gola oder Gula sind ein indigenes Volk, welches im westlichen Liberia und im südöstlichen Sierra Leone lebt.

Verbreitung der Gola in Sierra Leone (im Südosten)

Die Gola-Sprache gehört zum südlichen Zweig der westatlantischen Sprachfamilie.
Der Name Gola ist die Quelle für den Begriff Gullah. Er bezeichnet eine Kreolsprache, die unter Afroamerikanern auf den Inseln und Küstenregionen von Georgia und South Carolina im Südosten der Vereinigten Staaten gesprochen wird.
Charles Taylor, der Liberia zwischen 1997 und 2003 regierte, war von Gola- und amerikoliberianischer Abstammung.
Ellen Johnson Sirleaf, die 24. liberianische Präsidentin, hat Vorfahren aus dem Volk der Gola, dem der Kru und aus Deutschland.